# Lou Roe
Pour les articles homonymes, voir Roe.
Louis Marquel « Lou » Roe, né le 14 juillet 1972, à Atlantic City, dans le New Jersey, est un joueur américain de basket-ball. Il évolue durant sa carrière au poste d'ailier fort.

## Palmarès
- MVP de la Liga ACB 2001